# Iloprost
Iloprost – organiczny związek chemiczny, syntetyczny analog prostacykliny. Lek na nadciśnienie płucne. Pierwszy w historii lek zarejestrowany do leczenie odmrożeń.

## Mechanizm działania
Iloprost działa poprzez rozszerzenie naczyń krwionośnych tętniczych i żylnych. Hamuje agregację i adhezję płytek krwi. Zwiększa gęstość naczyń włosowatych. Aktywuje proces fibrynolizy. Poprawia to ciśnienie w płucach i saturację mieszanej krwi żylnej.

## Odmrożenia
Amerykańska Agencja Żywności i Leków 14 lutego 2024 zarejestrowała iloporst jako pierwszy lek do leczenia odmrożeń.
Badania, na małej grupie 47 pacjentów, wykazały, że lek znacznie ograniczył uszkodzenia odmrożonych tkanek. Odmrożenia u 60% pacjentów, którzy nie otrzymali leku ostatecznie kwalifikowały się do amputacji. W przypadku grupy pacjentów otrzymujących lek, żaden nie wymagał takiej interwencji.
Działanie leku polega na wazodylatacji, czyli rozszerzeniu naczyń krwionośnych, co zapobiega tworzenia się skrzepów w odmrożonych tkankach. Ilprost wykazuje też przeciwdziałanie uszkodzeniom wywołanych reperfuzją, czyli nagłym napływem tlenu do odmrożonych tkanek, co normalnie powoduje stres oksydacyjny.